# Stazione di San Pellegrino-Terme
La stazione di San Pellegrino-Terme era una fermata ferroviaria della linea della Val Brembana a servizio degli stabilimenti termali di San Pellegrino Terme e del Grand Hotel.

## Storia
La fermata fu aperta il 15 ottobre 1906, al completamento del breve tronco che collegava San Pellegrino Terme, già raggiunta dalla ferrovia proveniente da Bergamo il 1º luglio, a San Giovanni Bianco.
Il servizio viaggiatori fu soppresso il 17 marzo 1966 insieme all'intera ferrovia.

## Strutture e impianti

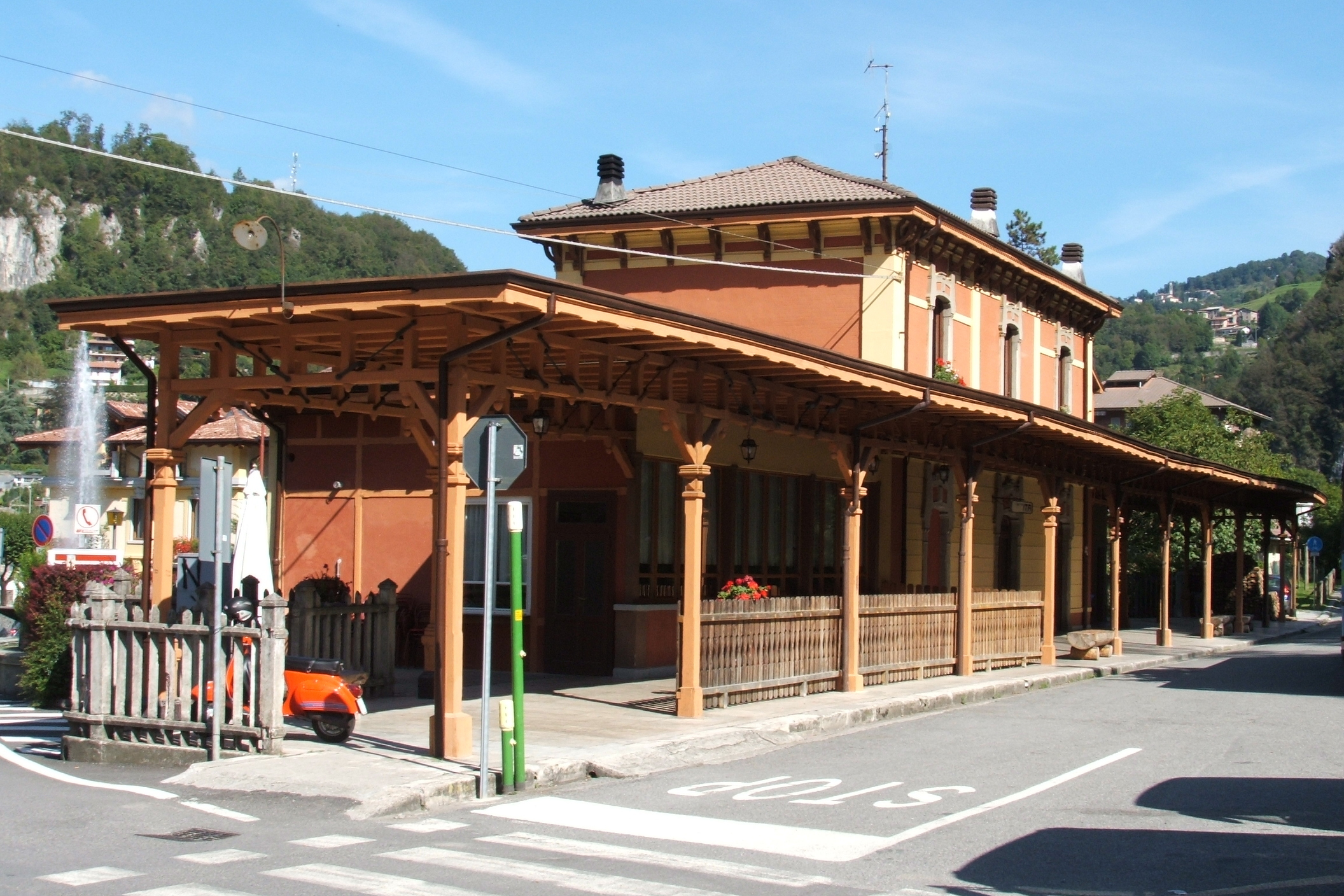
Il lato binari del fabbricato viaggiatori

Essendo una fermata in piena linea, il piazzale era composto dal solo binario di corsa della linea ferroviaria.
A causa dell'importanza che l'impianto riscuoteva all'interno del contesto turistico della valle, le dimensioni del fabbricato viaggiatori furono maggiori rispetto a quelle di altre fermate della linea ferroviaria. Si trattava di una costruzione in muratura, a pianta rettangolare e a due livelli fuori terra, accompagnata da due ali a un unico piano. Verso il lato prospiciente il binario, era presente una pensilina in legno adatta a proteggere i viaggiatori nella salita e nella discesa dai lunghi convogli.

## Movimento
La fermata era servita dai treni omnibus e accelerati Bergamo-San Giovanni Bianco fino al 1926, quando, a seguito dell'apertura della linea per Piazza Brembana, furono prolungati fino al nuovo capolinea.